# マチスコープ
マチスコープは、NHK Eテレで、2018年3月29日から放送されているテレビ番組。不定期特集番組として放送されてきたが、2020年4月24日の放送よりレギュラー番組となった。

## 概要
「街」の仕組みが直感的にわかり観察力が養われる子ども向け番組。街で出会う様々な疑問を「マチスコープ」という秘密のゴーグルを使い解いていく。
「マチスコープ」には「追加モード」（マチに物を足して実験をすることができる機能）や「変形モード」（街の形を変えることができる機能）、「時間モード」（昔のマチの風景を見ることができる機能）、「透視モード」（地下を透かして見ることができる機能）、「スキャンモード」（マチの物をスキャンする機能）などの機能が付いている。レンズ前で行われるさまざまなシミュレーションにより、街の仕組みが直感的にわかり、街への観察眼が養われる。

## コーナー
(この節の出典)
マチスコープ
メインコーナー。各回ごとにテーマが決められており、その秘密をマチスコープで明らかにする。マチスコープを使い、町の謎に迫る。佐藤二朗が出演。
マチのなまえ
地名の由来をさぐるコーナー。各回ごとにテーマが決められており、それに関する街の名前の由来を紹介する。
ココミテール
あるジャンルの達人に密着して街歩きのポイントを聞くコーナー。街の達人ならではの視点に迫る。
マチカドウシテ?
「マンホールの向こう」から登場。街にある変な景色の理由を考え、探るコーナー。コーナー内では、その理由を徹底的にリサーチする。
マチのきごう
地図記号の奥深い世界に迫るコーナー。
マチつくる
アニメコーナー。「ヒト科ヒト属マチつくる」とも。街づくりの歴史が分かるアニメ。たかくらかずきが監督及びアニメーションを担当している。
チガイワカル
2022年4月8日より放送されているコーナー。「町」と「街」など似ている言葉の違いを解説する。ナレーションはマリナ・アイコルツが担当する。
マチアイ3
2022年6月3日より放送されているなすなかにしがマチの愛すべきアイテムを紹介するコーナー。
イチかわ鉄道
2022年12月23日に放送された「特別編・タビスコープ『“焼き物を生かす” 愛知県常滑市』」より放送されている市川紗椰がイチ押しのかわいい鉄道を紹介するコーナー。

## 制作
以下のスタッフが制作に携わっている。
企画・プロデューサー
劉揚帆
音楽
KIRINJI
音響効果
安田桂一
美術
NHKアート
タイトルデザイン
DODO DESIGN
制作プロダクション
Creative Hub Swimmy
制作プロデューサー
本間綾一郎（HATCH）
取材
川勝真一（RAD）・増田萌那（HATCH
制作進行
前川達哉・丸本直人・増野雄亮（Creative Hub Swimmy）
制作アシスタント
米山あゆみ・板野彩香・阪実莉・木下賢治・渡邉翔太（Creative Hub Swimmy）
監督
高瀬裕介
構成
柴幸男
CG
LIKI inc.・白組
UIデザイン
DODO DESIGN
撮影
高木考一（HOEDOWN）・中島唱太
録音
佐々井宏太
照明
NHKメディアテクノロジー
衣裳
東京衣裳
キャスティング
鷲野令奈（バウムアンドクーヘン）
ナレーション
土師亜文・石勝大

### 出演者
- 佐藤二朗
- 金子海斗
- 谷中みさと
- 山田奈々子
- 西山真来
- 上田菜都美
- 田端かや乃
- 齋藤蓮大
- 岩間優太

## 放送日時
(この節の出典)
※放送日時はいずれも日本標準時（JST）
放送時間: 10分間
- 2018年度・2019年度（2018年3月29日 - 2020年2月24日）
  - 不定期放送
- 2020年度[24][25]（2020年4月24日 - 2021年3月26日）
  - NHK Eテレ 毎月最終金曜日 07:00 - 07:10
- 2021年度前期[26]（2021年4月2日 - 2021年9月10日）
  - NHK Eテレ 金曜日 06:40 - 06:50
- 2021年度後期[27]（2021年9月11日 - 2022年4月2日）
  - NHK Eテレ 金曜日 06:40 - 06:50
  - NHK Eテレ 土曜日 07:25 - 07:35 (再放送) - デザインあの放送が休止になったことに伴い、元々デザインあが放送されていた[28]、土曜午前7時25分の時間帯に、2021年9月11日から2022年4月2日まで再放送を行った[1]。
- 2022年度[29][30]（2022年4月7日 - 2023年3月31日） 
  - NHK Eテレ 金曜日 07:00 - 07:10
  - NHK Eテレ 木曜日 17:25 - 17:35 (再放送)
- 2023年度[31][32]・2024年度[33][34]（2023年4月7日 - ）
  - NHK Eテレ 金曜日 07:00 - 07:10
  - NHK Eテレ 土曜日 07:20 - 07:30 (再放送) ※前日の金曜日に放送された回ではなく1週間前の金曜日に放送された回の再放送が行われる。(8日遅れ)
- 2025年度[35]
  - NHK Eテレ 土曜日 22:50 - 23:00

## エピソード

### 不定期放送（2018年度～2019年度）
| 話数 | タイトル               | 初放送日 (JST) | 出典         |
| ---- | ---------------------- | -------------- | ------------ |
| 1    | あ！                   | 2018年03月29日 | [ 4 ]        |
| 2    | ん？                   | 2018年03月30日 | [ 37 ]       |
| 3    | お！                   | 2019年01月26日 | [ 5 ] [ 38 ] |
| 4    | え？                   | 2019年01月27日 | [ 7 ] [ 39 ] |
| 5    | 神社はどこにある？     | 2020年02月24日 | [ 40 ]       |
| 6    | 木のないところに落ち葉 | 2020年02月24日 | [ 41 ]       |

### 2020年度
| 話数 | タイトル              | 初放送日 (JST) | 出典   |
| ---- | --------------------- | -------------- | ------ |
| 7    | マンホールの向こう    | 2020年04月24日 | [ 42 ] |
| 8    | この線なあに？        | 2020年05月29日 | [ 43 ] |
| 9    | ベストセレクション(1) | 2020年06月26日 | [ 44 ] |
| 10   | ベストセレクション(2) | 2020年07月31日 | [ 45 ] |
| 11   | マチの温度            | 2020年08月28日 | [ 46 ] |
| 12   | ベストセレクション(3) | 2020年09月25日 | [ 47 ] |
| 13   | この草、どこから？    | 2020年10月30日 | [ 48 ] |
| 14   | ベストセレクション(4) | 2020年11月27日 | [ 49 ] |
| 15   | すごい、ゴミ          | 2021年01月29日 | [ 50 ] |
| 16   | ゆれる？ ゆれない？   | 2021年02月26日 | [ 51 ] |

### 2021年度
| 話数 | タイトル                          | 初放送日 (JST) | 出典   |
| ---- | --------------------------------- | -------------- | ------ |
| 17   | 見えないヒーロー                  | 2021年04月02日 | [ 52 ] |
| 18   | あすふぁると？                    | 2021年05月14日 | [ 53 ] |
| 19   | むかしの川 (内容は｢ん？｣と同じ)   | 2021年05月21日 | [ 54 ] |
| 20   | ビルの根っこ (内容は｢あ！｣と同じ) | 2021年05月28日 | [ 55 ] |
| 21   | 地面の暗号                        | 2021年06月04日 | [ 56 ] |
| 22   | 住めばパラダイス？                | 2021年06月25日 | [ 57 ] |
| 23   | ベストセレクション(5)             | 2021年07月23日 | [ 58 ] |
| 24   | ベストセレクション(6)             | 2021年08月06日 | [ 59 ] |
| 25   | カゲをあやつる                    | 2021年09月17日 | [ 60 ] |
| 26   | ベストセレクション(7)             | 2021年09月24日 | [ 61 ] |
| 27   | 空気はきれい?                     | 2021年10月01日 | [ 62 ] |
| 28   | ベストセレクション(8)             | 2021年10月22日 | [ 63 ] |
| 29   | ベストセレクション(9)             | 2021年11月05日 | [ 64 ] |
| 30   | ベストセレクション(10)            | 2021年11月19日 | [ 65 ] |
| 31   | やさしいマチ                      | 2022年01月21日 | [ 66 ] |
| 32   | 公園はだれのもの?                 | 2022年01月28日 | [ 67 ] |
| ※    | 5分でわかる!マチスコープ          | 2022年03月24日 | [ 68 ] |

### 2022年度
| 話数 | タイトル            | 初放送日 (JST) | 出典   |
| ---- | ------------------- | -------------- | ------ |
| 33   | 歩く速さ マチの速さ | 2022年04月08日 | [ 18 ] |
| 34   | GPS                 | 2022年05月06日 | [ 69 ] |
| 35   | デキる壁            | 2022年06月03日 | [ 70 ] |
| 36   | 車の道と歩く道      | 2022年07月01日 | [ 71 ] |
| 37   | 丈夫な橋            | 2022年09月16日 | [ 72 ] |
| 38   | マチに合う緑        | 2022年10月07日 | [ 73 ] |
| 39   | 耳をすませば        | 2022年11月04日 | [ 74 ] |
| 40   | なんの穴?           | 2022年12月02日 | [ 75 ] |
| 41   | 火事ニモマケズ      | 2023年01月06日 | [ 76 ] |
| 42   | つってクレーン      | 2023年02月03日 | [ 77 ] |

### 2023年度
| 話数 | タイトル           | 初放送日 (JST) | 出典   |
| ---- | ------------------ | -------------- | ------ |
| 43   | マチのとりビア?    | 2023年04月07日 | [ 78 ] |
| 44   | 信号のいろいろ     | 2023年05月05日 | [ 79 ] |
| 45   | とにかく明るいマチ | 2023年06月02日 | [ 80 ] |
| 46   | マチのすべらない話 | 2023年07月07日 | [ 81 ] |
| 47   | 工事現場のヒーロー | 2023年09月01日 | [ 82 ] |
| 48   | 文字のしょーたい   | 2023年10月06日 | [ 83 ] |
| 49   | マチの移動装置     | 2024年01月05日 | [ 84 ] |
| 50   | 雷を避けるには?    | 2024年02月02日 | [ 85 ] |

### 特別編・タビスコープ
| 話数 | タイトル                                               | ゲスト     | 初放送日 (JST) | 出典   |
| ---- | ------------------------------------------------------ | ---------- | -------------- | ------ |
| SP1  | 特別編・タビスコープ「焼き物を生かす 愛知県常滑市」    | - 日高優月 | 2022年12月23日 | [ 21 ] |
| SP2  | 特別編・タビスコープ「川が育んだ町並み 三重県桑名市」  | - 本田剛文 | 2022年12月30日 | [ 22 ] |
| SP3  | 特別編・タビスコープ 「温泉マチのしくみ 群馬県草津町」 | - 関太     | 2023年11月03日 | [ 86 ] |
| SP4  | 特別編・タビスコープ「雪国の暮らし 新潟県十日町市」    | - 大塚七海 | 2023年12月01日 | [ 87 ] |